# Michał Sierocki
Michał Sierocki (ur. 12 września 1999) – polski płotkarz.
Wicemistrz Europy młodzieżowców z 2019 w biegu na 110 metrów przez płotki.
Rekordy życiowe:
- bieg na 60 metrów przez płotki (hala) – 7,77 (8 lutego 2025, Łódź),
- bieg na 100 metrów przez płotki (stadion) – 13,63 (12 lipca 2019, Gävle).

## Osiągnięcia
| Rok  | Impreza                               | Miejsce  | Konkurencja                               | Pozycja    | Wynik |
| ---- | ------------------------------------- | -------- | ----------------------------------------- | ---------- | ----- |
| 2016 | Mistrzostwa Europy juniorów młodszych | Tbilisi  | bieg na 110 metrów przez płotki (91,4 cm) | półfinał   | 14,07 |
| 2017 | Mistrzostwa Europy juniorów           | Grosseto | bieg na 110 metrów przez płotki (99,1 cm) | półfinał   | 14,38 |
| 2019 | Młodzieżowe mistrzostwa Europy        | Gävle    | bieg na 110 metrów przez płotki           | 2. miejsce | 13,63 |